# Zachary Stevens
Zachary „Zak” Stevens (Bowling Green, Kentucky, 1966. március 5. –) amerikai énekes, aki leginkább a Savatage együttesben eltöltött évei alapján vált ismertté. A zenekar énekeseként négy albumot adott ki (Edge of Thorns, Handful of Rain, Dead Winter Dead, The Wake of Magellan), majd megalapította saját Circle II Circle zenekarát, mellyel eddig öt nagylemezt készített el. Ezeken kívül szintén tagja a Savatage tagok által alapított Trans-Siberian Orchestra formációnak is.

## Életrajz
Gyerekkorában sokat költözködött a családjával, apja menedzsment munkái miatt. Így Kolumbiában, Dél-Karolinában is megfordultak. A zene már ekkortájt érdekelni kezdte, ugyanis a mamája rendszeresen hallgatott olyan előadokat, mint a Grand Funk Railroad, Creedence Clearwater Revival, Chicago, Peter Frampton, Brownsville Station, Steppenwolf. Nick testvérével egyetemben csatlakozott egy zenekarhoz nyolcéves korában, melyet a negyedikes barátai alkottak. A "Black Diamond" nevű formáció megnyert egy tehetségkutató showt is. Zak itt olyan előadok dalait énekelte, mint a KISS, vagy a Doobie Brothers. Érettségi után a "Vocal Institute of Technology"-ban énekleckéket vett, Hollywoodban. Röviddel ezután csatlakozott a bostoni Wicked Witch együtteshez.
1993-ban csatlakozott a Savatage együtteshez, miután az énekes Jon Oliva kilépett, hogy más projektjeire tudjon koncentrálni (Doctor Butcher és egy Romanov névre keresztelt musical). A meghallgatásokon Criss Oliva gitáros, és Paul O’Neill producer egyaránt Zak mellett döntött. Már vele készült el az 1993-ban megjelent Edge of Thorns album, melyet pozitívan fogadtak a rajongók. Elődjéhez képest a zene keményebb lett, valamint háttérbe szorultak a szimfonikus hatások is.
Zak hangja eltért Oliva stílusától, így új karaktert adott a zenekar arculatának. Teljesítménye révén az "American Association Vocal"-on bekerült a legjobb öt rockénekes közé. A következő, 1995-ben megjelent Dead Winter Dead albumon már Jon Oliva is szerepelt énekesként Zachary mellett. A konceptlemezen nagyrészt Zak énekelte az epikusabb, líraibb dalokat, míg Oliva a keményebb, nyersebb tételeket. Az album a Savatage diszkográfia egyik legkiemelkedőbb alkotása lett, melyen helyet kapott a Christmas Eve (Sarajevo 12/24) dal is. Ennek a számnak a sikere alapján alakult meg 1996-ban a Trans-Siberian Orchestra, melyben Zachary Stevens is részt vett. Utolsó albuma a Savatage énekeseként 1998-ban jelent meg The Wake of Magellan címmel, mely sok rajongó szerint az egyik legjobb alkotásuk lett. Zeneileg megint egy a Dead Winter Dead albumhoz hasonlóan progos konceptlemez született. 2000-ben kilépett az együttesből, hogy több időt szentelhessen a családjának. Kiszállása után elmagyarázta egy interjú során, hogy egy 25 éves jubileumi turnén még mindenképpen részt venne.
Némi szünet után 2002-ben megalapította saját együttesét a Circle II Circle-t, mellyel nagyrészt a vele készült Savatage albumok vonalát viszi tovább. Az együttes első albuma Watching in Silence címmel 2003-ban jelent meg. Kapcsolata a korábbi Sava tagokkal továbbra is megmaradt, példa erre, hogy a CIIC első albumán Jon Oliva és Chris Caffery is kivette a részét a dalszerzésből. A 2005-ben megjelent, második The Middle of Nowhere lemezre teljesen lecserélődött a tagság. Az új felállás olyan további lemezeket készített, mint a 2006-os Burden of Truth, a 2008-as Delusions of Grandeur, vagy a 2010-es Consequence of Power. 2009-ben Jeff Plate, Matt Leff, és Chris Rapoza társaságában megalapította a Machines of Grace projektet, mellyel egy azonos című albumot is készítettek.

## Lemezei

### Savatage albumok
- Edge of Thorns (1993)
- Handful of Rain (1994)
- Dead Winter Dead (1995)
- Japan Live ’94 (1995)
- The Wake of Magellan (1998)

### Trans-Siberian Orchestra albumok
- Christmas Eve and Other Stories (1996)
- The Christmas Attic (1998)
- Beethoven's Last Night (2000)
- The Lost Christmas Eve (2004)
- Night Castle (2009)

### Circle II Circle albumok
- Watching In Silence (2003)
- The Middle Of Nowhere (2005)
- Burden Of Truth (2006)
- Delusions Of Grandeur (2008)
- Consequence Of Power (2010)

### Machines Of Grace albumok
- Machines of Grace (2009)

### Empires of Eden albumok
- Reborn in Fire (2010)